# Отчим 3 (фильм, 1992)
«Отчим 3: День отца» (англ. Stepfather 3: Father’s Day) — американский триллер 1992 года, снятый режиссёром Гайем Магаром по собственному сценарию. Главные роли сыграли Роберт Уайтман и Присцилла Барнс. Второй сиквел картины «Отчим» после фильма «Отчим 2». Главный герой — психопат-убийца, который одержим идеей создать идеальную семью, но когда она не оправдывает его ожиданий, членов семьи ждёт кровавая расправа.

## Сюжет
Выжив после событий предыдущей части, главный герой вновь сбегает из психиатрической лечебницы и заставляет пластического хирурга изменить его внешность, а затем убивает врача. Мужчина направляется в Калифорнию, городок Дир-Вью, где его вскоре узнают под именем Кит Грант, садовника, снявшего уютный коттедж. Спустя девять месяцев, он знакомится на танцах с разведённым школьным директором Кристин Дэвис, воспитывающей сына Энди, прикованного к инвалидному креслу. Однако, в этот момент появляется ревнивый бывший ухажёр, Марк Рэйнал, угрожающий Киту. Кит убивает его и закапывает тело в саду.
Несмотря на конфликты Энди с матерью относительно замужества за Китом, мужчина переезжает жить в их дом. Кит полон решимости поставить Энди на ноги, но появление отца мальчика, Стива, вновь меняет планы Кита — Стив предлагает мальчику провести лето в школе для одарённых детей. Узнав о бесплодии Кристин, Кит начинает ухаживать за вдовой Дженнифер Эшли, которая переехала в его старый коттедж вместе с сыном Николасом. Кит собирается убить Кристин и жениться на Дженнифер, но вернувшийся Энди начинает подозревать, что Кит — маньяк-убийца, о котором говорят в новостях. Теряя над собой контроль и узнав о том, что Дженнифер и Кристин подружились, Кит убивает своего босса, мистера Томпсона, когда тот узнаёт, что Кит изменил Кристин с Дженнифер.
Энди обращается к другу семьи, священнику Эрнесту Брённану, за помощью — он хочет раскрыть истинную личность Кита. Заподозрив неладное, Кит насмерть сбивает Брённана машиной. Кит подстраивает взрыв машины, чтобы убийство выглядело, как несчастный случай. Через некоторое время, Кит решает избавиться от Дженнифер. В этот момент появляется Кристин, которая понимает, что Дженнифер находится в заложницах у Кита. Между тем, Энди вынужден преодолеть свой недуг ради спасения матери и противостоять Киту. В ходе борьбы, Кит падает в садовый измельчитель и погибает.

## В ролях
- Роберт Уайтман — Кит Грант
- Присцилла Барнс — Кристин Дэвис
- Сисон Хабли — Дженнифер Эшли
- Дэвид Том — Энди Дэвис
- Джон Ингл — Отец Эрнст Томас Брённан
- Дэннис Паладино — Мистер Томпсон
- Стивен Мэндел — Стив Дэвис
- Криста Миллер — Бэт Дэвис
- Марио Россаззо — Пластический хирург
- Джоан Дарет — Бёрнис
- Дженнифер Басси — Доктор Брэйди
- Адам Райн — Николас Эшли
- Минди Энн Мартин — Тиффани Дэвис
- Джоэль Карлсон — Пит Дэвис
- Самер Стампер — Мэгги Дэвис
- Бренда Стронг — Лорен Сатлайфф
- Морт Льюис — Священник на похоронах
- Адам Уайли — Мальчик на вечеринке

## Релиз

### Выход на видео
На данный момент единственная страна, в которой фильм выходил на DVD — Германия, релизом занималась компания Marketing Films, выпустившая ограниченный по количеству бокс-сэт трилогии в 2003 году. В остальных странах фильм выпускался лишь на VHS.

### Критика
В основном, картина получила отрицательные отзывы.
Тони Скотт из Variety написал: «Картина не внушает доверия с самого начала — кровь льётся рекой, но атмосфера не убедительна. Упрощение сюжета и актёрская игра Уайтмана не придают картине никакой художественной ценности».
Entertainment Weekly в лице обозревателя Дага Брода оценил картину на «D+», отметив, что у ней «плохой сценарий», а игра Уайтмана — «роботизирована» и «особенно плоха на фоне исполнения его предшественника — Терри О’Куинна».
Однако Time Out Film Guide отметил, что фильм «лучше, чем можно было бы ожидать», сказав, что «игра Уайтмана убедительней, чем обычно, что особенно заметно в работе над голосом».